# لکی بالا
لکی بالا (به لاتین: Yuxarı Ləki) یک منطقه مسکونی در جمهوری آذربایجان است که در شهرستان آق‌داش واقع شده است.